# Lyons and Yosco
Lyons and Yosco sono stati un duo comico formato dai musicisti italoamericani George Lyons e Bob Yosco. Sono stati definiti come "la miglior coppia di artisti italiani di strada del genere Vaudeville" (in originale: "the finest pair of Italian street musicians playing in the Vaudeville ranks"). Hanno preso parte a una serie di tour negli Stati Uniti dal 1909 al 1923, rappresentando spettacoli comici e musicali. Il News Journal of Wilmington, del Delaware, descrisse le loro performance definendoli "i migliori cantanti e musicisti di strada in grado di affrontare un palcoscenico, dimostrandosi altamente interessanti, e la loro buffa commedia riesce a far ridere il pubblico per la maggior parte del tempo" (in originale: "the best vocalists and instrumentalists of the street variety on the stage, proved intensely interesting, while their droll comedy kept the audience laughing much of the time".
Furono anche compositori di successo di musica popolare, compreso il ragtime. Una delle loro opere maggiormente conosciute è  "Spaghetti Rag", che ha venduto un milione di copie e fu notevolmente popolare durante il ragtime revival degli anni '50. Le loro composizioni furono registrate per la Victor Records e la Columbia Records.

## George Lyons
George Lyons è il nome d'arte di Dominick George Martoccio (New York, 26 giugno 1889 - Fort Lauderdale, 31 gennaio 1958). Performer di Vaudeville, compositore, e attore cinematografico. È stato definito dal Los Angeles Herald come "un arpista di punta, in grado di interpretare con lo strumento la maggior parte di generi musicali, tra cui il ragtime" (in originale: "a premier harpist, playing most every kind of music, including ragtime, on his instrument"). Prima della collaborazione con Bob Yosco, lavorò dal 1908 al 1909 con Eddie Parks, un cantante e ballerino.. Partecipò ad un cortometraggio della Metro-Goldwyn-Mayer chiamato George Lyons, The Singing Harpist nel 1929, eseguendo quattro canzoni e recitò nei film sempre della MGM Hylton and His Band (1937) e In the Spotlight (1935).

## Bob Yosco
Robert Joseph Yosco è il nome d'arte di Rocco Giuseppe Iosco (Castelmezzano, 1874 - Brooklyn, 1942). Emigrò a New York nel 1877, con i suoi genitori Domenico e Maria Antonia. Performer di Vaudeville, comico, compositore, cantante ed attore, e suonatore di mandolino, violino ed violoncello. É considerato uno dei primi mandolinisti di genere ragtime in America. Il Los Angeles Herald definì "di prim'ordine" le sue esecuzioni con violoncello e mandolino, ma rimase meno impressionato dalla sua voce. Lo Harrisburg Telegraph aveva una opinione diversa riportando che "conquistarono il pubblico con i loro duetti vocali. Essi furono spesso applauditi nella speranza di un bis. Erano bravi a cantare".

### Lawrence Yosco
Lawrence Yosco, fratello di Robert, fu anche lui attivo in ambito musicale, fondando la Lawrence Yosco Manufacturing Company di New York, produttrice di banjo e mandolini. Si esibì anche in diversi spettacoli negli Stati Uniti come solista suonando la chitarra ed il banjo.

## Spaghetti Rag
Secondo quanto riportato da David A. Jasen, nel suo libro Ragtime gems: original sheet music for 25 ragtime classics, gli spartiti di brani ragtime a volte vendettero un milione di copie (lo standard dell'odierno Platinum Record per la musica registrata). Ciò non accadeva in breve periodo come in tempi odierni, per esempio ci sono infatti voluti 20 anni per la hit "Maple Leaf Rag" di Scott Joplin. "Spaghetti Rag" fa parte della lista dei pezzi ragtime che hanno venduto un milione di copie, che comprende anche "Maple Leaf Rag" e "Dill Pickles Rag" di Charles Leslie Johnson.
"Spaghetti Rag" venne reinterpretata da diversi artisti come Ray Anthony, Frankie Carle, Russ Morgan, Claude Thornhill ed è citata come una grande influenza su "The Vatican Rag" di Tom Lehrer.

## Discografia

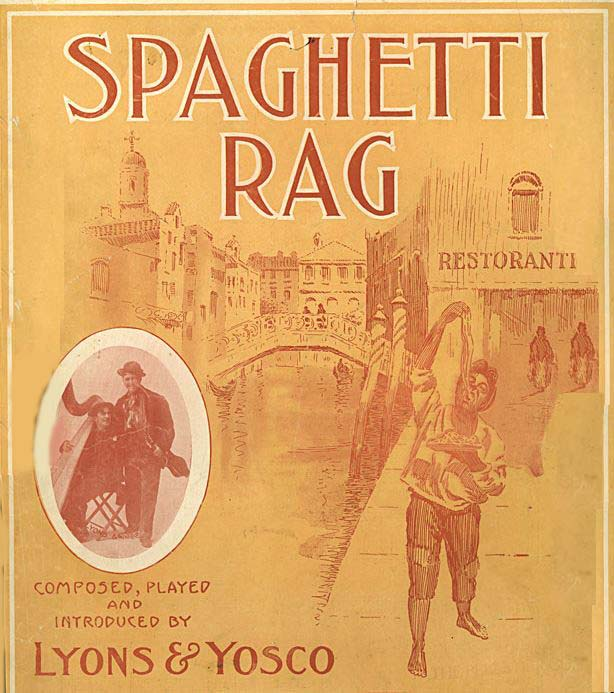
Copertina di "Spaghetti Rag" (1910)

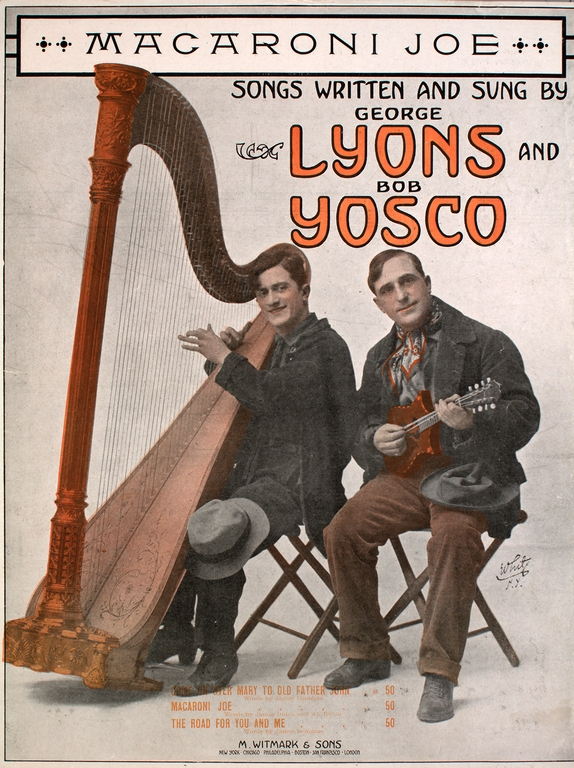
Lyons e Yosco sulla partitura di "Macaroni Joe" (1917)

### George Lyons and Bob Yosco
- Tony Rag, The Cowboy Whop (1910)[26]
- Spaghetti Rag (1910)[27] (Una diversa versione fu pubblicata nel 1950, con una aggiunta di opere di Dick Rogers[28])
- Mardi Gras Rag (1914)[29]
- I'm Going Back To Dixie and You (1914)[30]
- Don't Worry, Dearie (1917)[31]
- Macaroni Joe (1917)
- The Road for You and Me (1917)
- Santa Rosa Rose (1918)[32]
- The Liberty Boys are Coming (1918) (manoscritto)[33]
- Sweet Anna Marie (1919)
- The Toast of the USA (1919)[34]
- Come Along and Hum Along With Me (1920)
- Italy (1921)[35]
- Main Street (ca 1921)
- It Must Be Someone Like You (ca 1921)
- There's Only One Pal, After All (ca 1921)
- I Miss You (1922)[36]
- Sometime in Junetime (1923)

### Bob Yosco
- What's the Use of Trying to Forget the One You Love (1910)[37]
- The Old Love is the Best Love After All (1913)[38]
- I'm a Happy Gondoliero (1929)[39]